# Recado rojo
 (décembre 2016).
Si vous disposez d'ouvrages ou d'articles de référence ou si vous connaissez des sites web de qualité traitant du thème abordé ici, merci de compléter l'article en donnant les références utiles à sa vérifiabilité et en les liant à la section « Notes et références ».

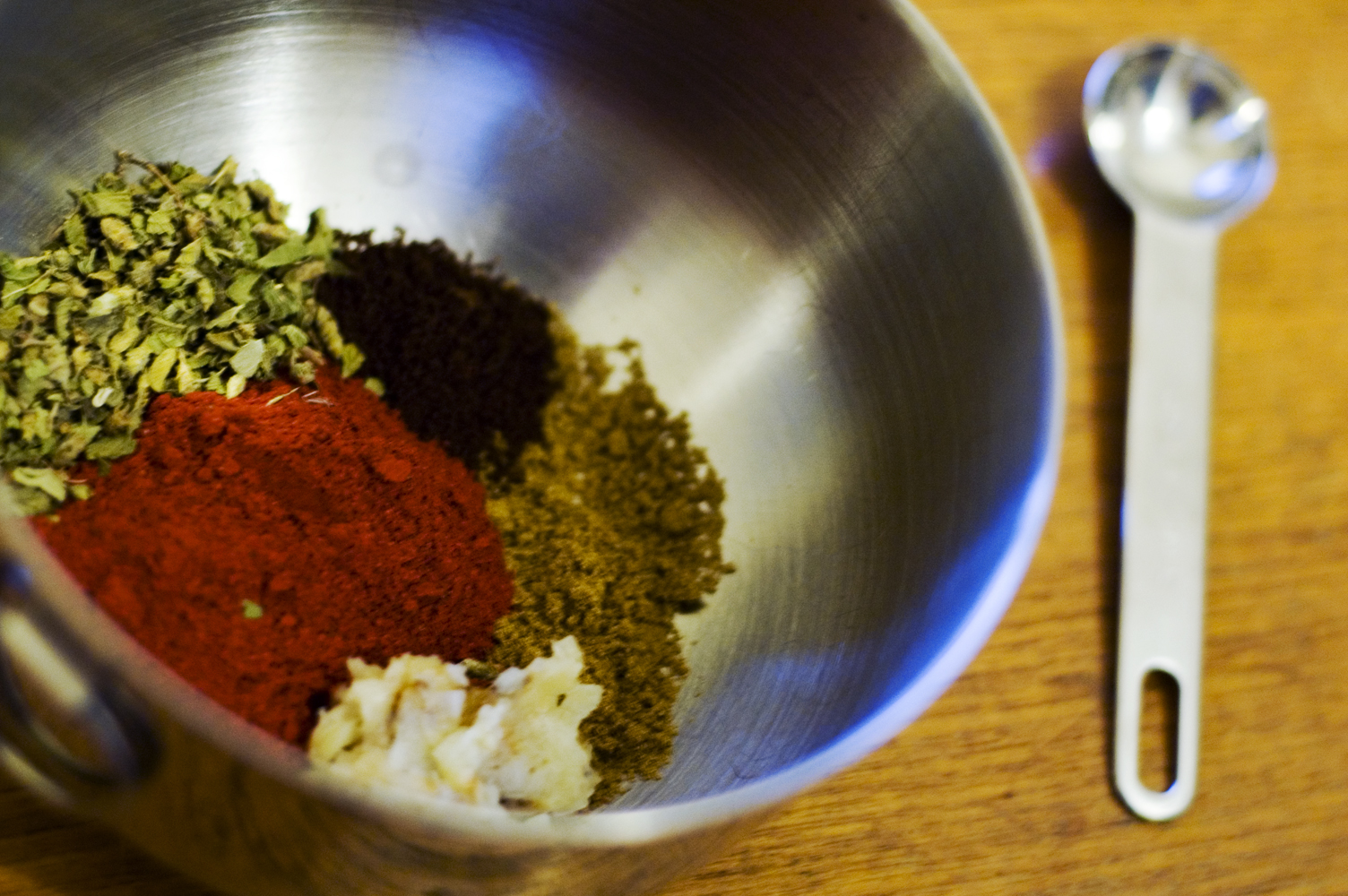
Ingrédients du recado rojo.

Le recado rojo ou pâte d'achiote est un mélange populaire d'épices. De nos jours, il évoque les cuisines mexicaines et béliziennes, en particulier celles du Yucatán et d'Oaxaca. Le mélange d'épices contient habituellement du roucou, de l'origan, du cumin, du clou de girofle, de la cannelle, du poivre noir, du quatre-épices, de l'ail et du sel,. Les graines de roucou colorent le mélange et donnent une couleur rouge aux aliments.
La préparation est délayée dans du jus de citron, de l'eau, de l'huile ou du vinaigre et est utilisée comme marinade ou frottée directement sur les viandes. Celle-ci est ensuite grillée, au four ou au barbecue. Parfois, cette préparation est ajoutée à de la pâte de maïs pour ajouter une touche épicée et donner une belle couleur aux empanadas et aux tamales rouges.
Un condiment similaire, appelé sazón (litt. « assaisonnement »), est couramment utilisé dans la cuisine de Porto Rico pour les viandes et les poissons. Il est préparé à partir de graines de roucou moulues avec du cumin, de la coriandre, de l'ail et du sel.